# Legiunea Supereroilor
Legiunea Super-Eroilor este o echipă fictivă de supereroi care apare în cărțile de benzi desenate americane publicate de DC Comics. Creată de scriitorul Otto Binder și artistul Al Plastino, Legiunea este un grup de ființe inimaginabil de puternice care trăiesc în secolele XXX și XXXI ale Universului DC, și care debutează în Adventure Comics #247 (aprilie 1958).

## Membri
| Supererou                        | Nume real   | Lumea domiciliu             | Data înrolării                        | Puteri                                                                     |
| -------------------------------- | ----------- | --------------------------- | ------------------------------------- | -------------------------------------------------------------------------- |
| Cosmic Boy (mai târziu Polestar) | Rokk Krinn  | Braal                       | Adventure Comics #247 (April 1958)    | Controlarea și generarea câmpurilor magnetice.                             |
| Saturn Girl                      | Imra Ardeen | Titan, luna planetei Saturn | Adventure Comics #247 (April 1958)    | Telepatie; abilitatea de a citi și controla mintea.                        |
| Lightning Lad                    | Garth Ranzz | Winath                      | Adventure Comics #247 (aprilie 1958). | Manipularea electricității; controlarea și generarea câmpurilor magnetice. |